# Mantidactylus alutus
Mantidactylus alutus es una especie de anfibios de la familia Mantellidae.
Es endémica de Madagascar.
Su hábitat natural incluye montanos tropicales o subtropicales secos, praderas temporalmente inundadas, praderas tropicales o subtropicales a gran altitud, ríos, tierra arable, tierras de pastos, jardines rurales, áreas urbanas, zonas previamente boscosas ahora muy degradadas y tierras agrícolas inundadas en algunas estaciones.